# Molí de la Cascada d'en Rabassa
El Molí de la Cascada d'en Rabassa és una obra d'Agullana (Alt Empordà) inclosa a l'Inventari del Patrimoni Arquitectònic de Catalunya.

## Descripció
Antic molí situat a gairebé quatre quilòmetres d'Agullana. És un edifici de planta rectangular, amb paredat de pedra i oberutres carreuades, amb la data inscrita a la llinda 1833. La coberta és a dues vessants. A davant del molí es coonserva la bassa, tot i que està coberta per la vegetació. De l'antiga maquinària no es conserva res.